# Scopula isodesma
Scopula isodesma är en fjärilsart som beskrevs av Oswald Beltram Lower 1903. Scopula isodesma ingår i släktet Scopula och familjen mätare. Inga underarter finns listade.